# Ikechosaurus
Ikechosaurus — викопний рід хорістодер підряду неохорістодери (Neochoristodera), що існував за ранньої крейди на території Азії.

## Опис
Діагноз: морда довга, широка й сплощена перед очними ямками, звужується до середини  щелеп, де стає круглою в розрізі; відстань між очними ямками коротка; скроневі отвори розташовано одне над одним; носова кістка контактує з передлобною; вилична сягає сльозової; тім‘яна простягається тільки вздовж половини заднього кінця верхнього скроневого отвору; парасфеноїд має вузький передній і розширений задній кінець; отвір внутрішньої сонної артерії розташовано на чи біля зчленування крилоподібної й парасфеноїда; міжптеригоїдний отвір невеликий; культриформний відросток парасфеноїда входить до міжптеригоїдного отвору; верхньощелепна входить до межі підочного отвору; основи зубів щільно розташовані й медіолатерально видовжені; пластинчаста кістка входить до нижньощелепного симфіза; тіла задніх спинних хребців дорсовентрально сплощені, мають ширину вищу за висоту; клубова кістка з добре розвиненим переднім відростком, без вираженої "шийки" між кульшовою западиною й лезом клубової кістки.